# Souleuvre-en-Bocage
Souleuvre-en-Bocage è un comune francese di 8 658 abitanti situato nel dipartimento del Calvados nella regione della Normandia. È stato istituito il 1º gennaio 2016 con la fusione dei comuni soppressi di Beaulieu, Bures-les-Monts, Campeaux, Carville, Étouvy, La Ferrière-Harang, La Graverie, Le Bény-Bocage, Le Tourneur, Malloué, Montamy, Mont-Bertrand, Montchauvet, Le Reculey, Saint-Denis-Maisoncelles, Sainte-Marie-Laumont, Saint-Martin-des-Besaces, Saint-Martin-Don, Saint-Ouen-des-Besaces e Saint-Pierre-Tarentaine.